# IRCnet
Das IRCnet ist eines der größten IRC-Netzwerke der Welt. Es wird von durchschnittlich 65.000 Benutzern pro Tag besucht (Stand 2011).
Das IRCnet war eine europäische Abspaltung vom EFnet, nachdem im Juli 1996 eine Unstimmigkeit über die Regelung der Befugnisse der Systemoperatoren entbrannt war. In den Regeln des IRCnets wird die Macht der Operatoren (irc-ops) klar definiert. Diese Regelung lehnten viele der amerikanischen EFnet-Server ab.
Die Idee eines unabhängigen Netzwerks schwelte schon einige Zeit, als ein amerikanischer IRC-Hub, der die Hauptverbindung zu den europäischen IRC-Servern darstellte, diese Verbindung ohne Vorwarnung unterbrach. Daraufhin deklarierte eine Gruppe europäischer Administratoren sich als unabhängig. Alle europäischen EFnet-Server wechselten zu IRCnet, später kamen noch die EFnet-Server aus Japan und Australien hinzu.
Das Netzwerk enthält auch den ältesten IRC-Server der Welt überhaupt. Es wurde beschlossen, dass das Netzwerk den Namen IRCnet annehmen soll. Davor wurde dieser Name allgemein für alle IRC-Netzwerke benutzt. Bevor der Name festgelegt wurde, war das Netzwerk unter „European EFnet“ bekannt.

## Zur Geschichte des IRCnet
Das dem IRCnet zugrunde liegende IRC-Protokoll (Internet Relay Chat) basiert auf einer von Jarkko Oikarinens ursprünglich für das Bulletin Board System (BBS) entwickelten Chat-Erweiterung. 
Der erste IRC-Server, tolsun.oulu.fi, entstand dabei 1988 an der Universität Oulu, Finnland.
Das erste IRC-Netz entstand durch den Zusammenschluss des IRC-Servers der Universität Oulu mit denen der Universitäten Helsinki und Tampere, später mit den Servern der Universitäten von Denver und Oregon.
1989 gab es bereits über 40 untereinander vernetzte IRC-Server weltweit. Im Jahr 1990 spaltete sich das Netz in das EFnet und das (erfolglose) A-Net. Nach einigen kleineren Abspaltungen kam es 1996 schließlich zum Big Split, als sich der europäische Teil des EFnet sowie mehrere außereuropäische Server vom Serververbund trennten und gemeinsam das IRCnet formierten. 
Schon bald übertraf die Nutzerzahl des IRCnet bei weitem die des "großen Bruders" EFnet.